# Saint-Désirat
Saint-Désirat ist eine französische Gemeinde im Département Ardèche in der Region Auvergne-Rhône-Alpes. Sie gehört zum Kanton Sarras und zum Arrondissement Tournon-sur-Rhône. Sie grenzt im Norden an Bogy, im Nordosten an Champagne und Andancette, im Südosten an Andance, im Süden an Saint-Étienne-de-Valoux, im Südwesten an Thorrenc (Berührungspunkt) und Saint-Cyr und im Nordwesten an Colombier-le-Cardinal.

## Bevölkerungsentwicklung
| Jahr                       | 1962 | 1968 | 1975 | 1982 | 1990 | 1999 | 2008 | 2014 |
| -------------------------- | ---- | ---- | ---- | ---- | ---- | ---- | ---- | ---- |
| Einwohner                  | 649  | 621  | 593  | 608  | 660  | 707  | 769  | 872  |
| Quellen: Cassini und INSEE |      |      |      |      |      |      |      |      |

## Wirtschaft
- Anteile an den Weinbaugebieten Côtes du Rhône und Saint-Joseph